# Bieniakonie (stacja kolejowa)
Bieniakonie (biał. Беняконі, ros. Беняконе) – stacja kolejowa w miejscowości Bieniakonie, w rejonie werenowskim, w obwodzie grodzieńskim, na Białorusi. Leży na linii Równe – Baranowicze – Wilno.
Stacja istniała przed II wojną światową. W dniach 19-20 kwietnia 1919 Józef Piłsudski dowodził stąd wojskami polskimi w czasie marszu na Wilno. W okresie międzywojennym, aby upamiętnić to wydarzenie, na stacji umieszczono tablicę pamiątkową.
Od czasu upadku Związku Sowieckiego jest to białoruska stacja graniczna na granicy z Litwą. Stacją graniczną po stronie litewskiej są Stasiły.
Rosyjskojęzyczna nazwa stacji Беняконе jest transkrypcją polskiego toponimu Bieniakonie. Miejscowość Bieniakonie po rosyjsku zapisuję się Бенякони (Bieniakoni).